# Ossario Nazionale Italiano
L'Ossario Nazionale Italiano, noto anche come Ossario di Murchison, è un ossario, cimitero di guerra e un monumento ai caduti a Murchison, nello stato federato di Victoria in Australia. L'ossario custodisce i resti di 130 italiani morti durante la seconda guerra mondiale.
I lavori di costruzione del monumento sono iniziati nel 1958 e il monumento è stato consacrato nel 1961. L'ossario è stato costruito con i fondi raccolti dalle comunità italiane locale nella Valle del Gouburn  guidato da Luigi Gigliotti. L'ossario è stato progettato da Paolo Caccia Dominioni autore del Sacrario militare italiano di El Alamein in Egitto.
Le 130 persone sepolte nell'ossario comprendono 129 uomini e una donna. Sono tutti prigionieri di guerra inviati in Australia, e i civili britannici e australiani di origine italiana ritenuti nemici durante la seconda guerra mondiale.
Nel campo 13 di Murchison erano ospitati circa quattromila internati, prevalentemente di origini italiane e tedesche.
Quasi cento militari italiani della marina, dell'aviazione e dell'esercito morirono mentre erano detenuti a Murchison, insieme a oltre trentasei civili.
Nel cimitero è presente un monumento realizzato dai prigionieri italiani nel campo di Rushworth e trasportato a Murchison nel 1968.

## Galleria d'immagini

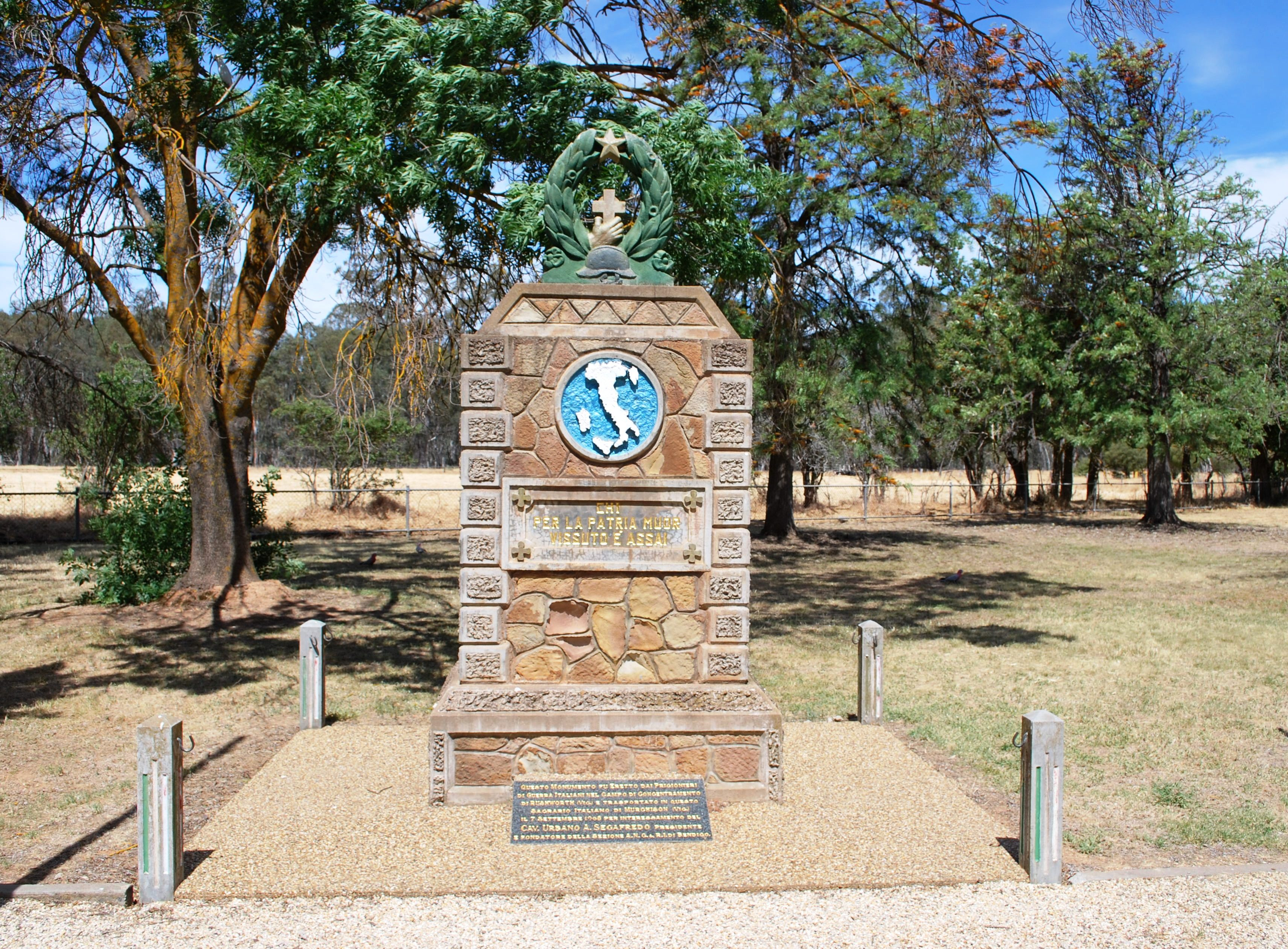
Monumento dei prigionieri di Rushworth
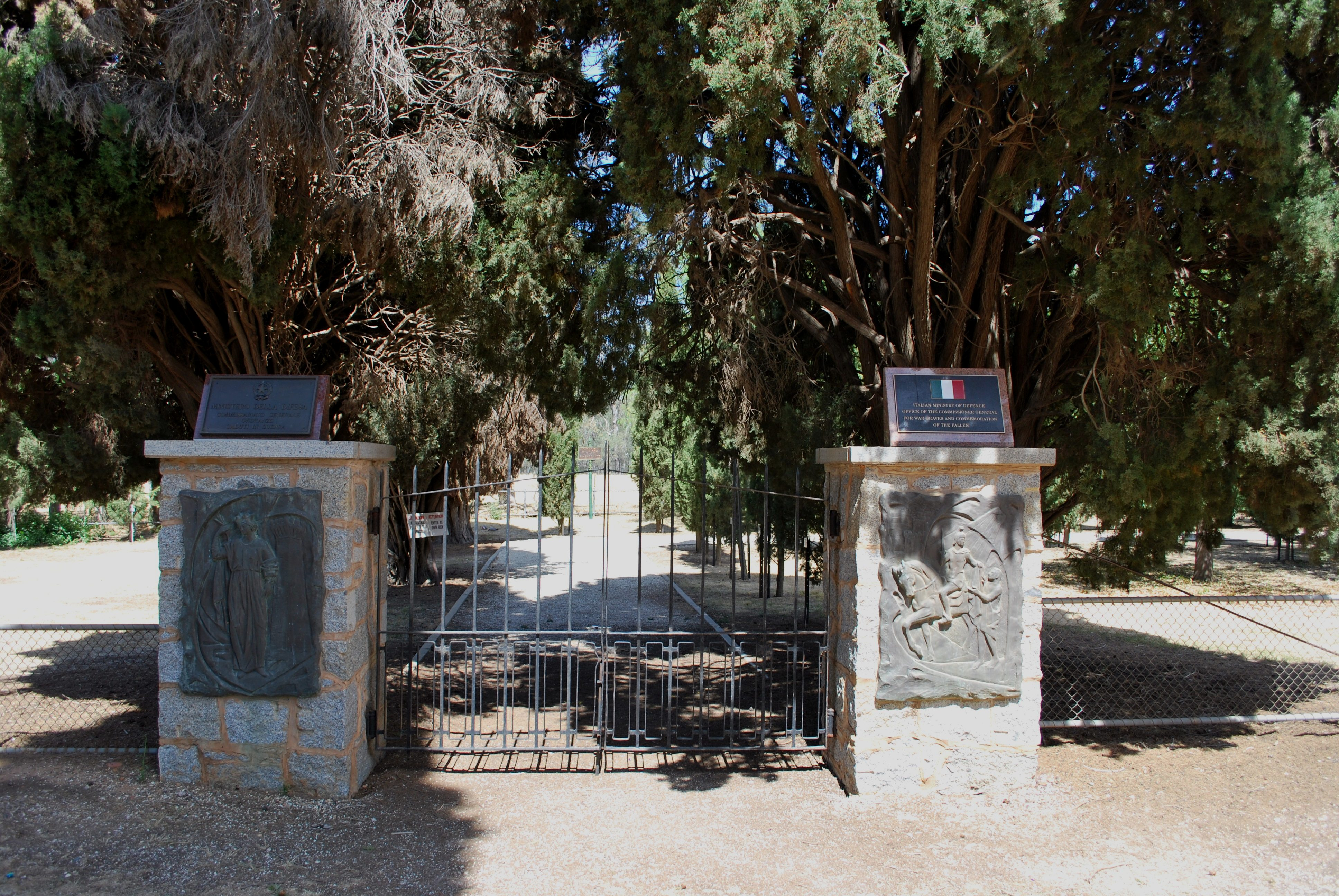
Ingresso
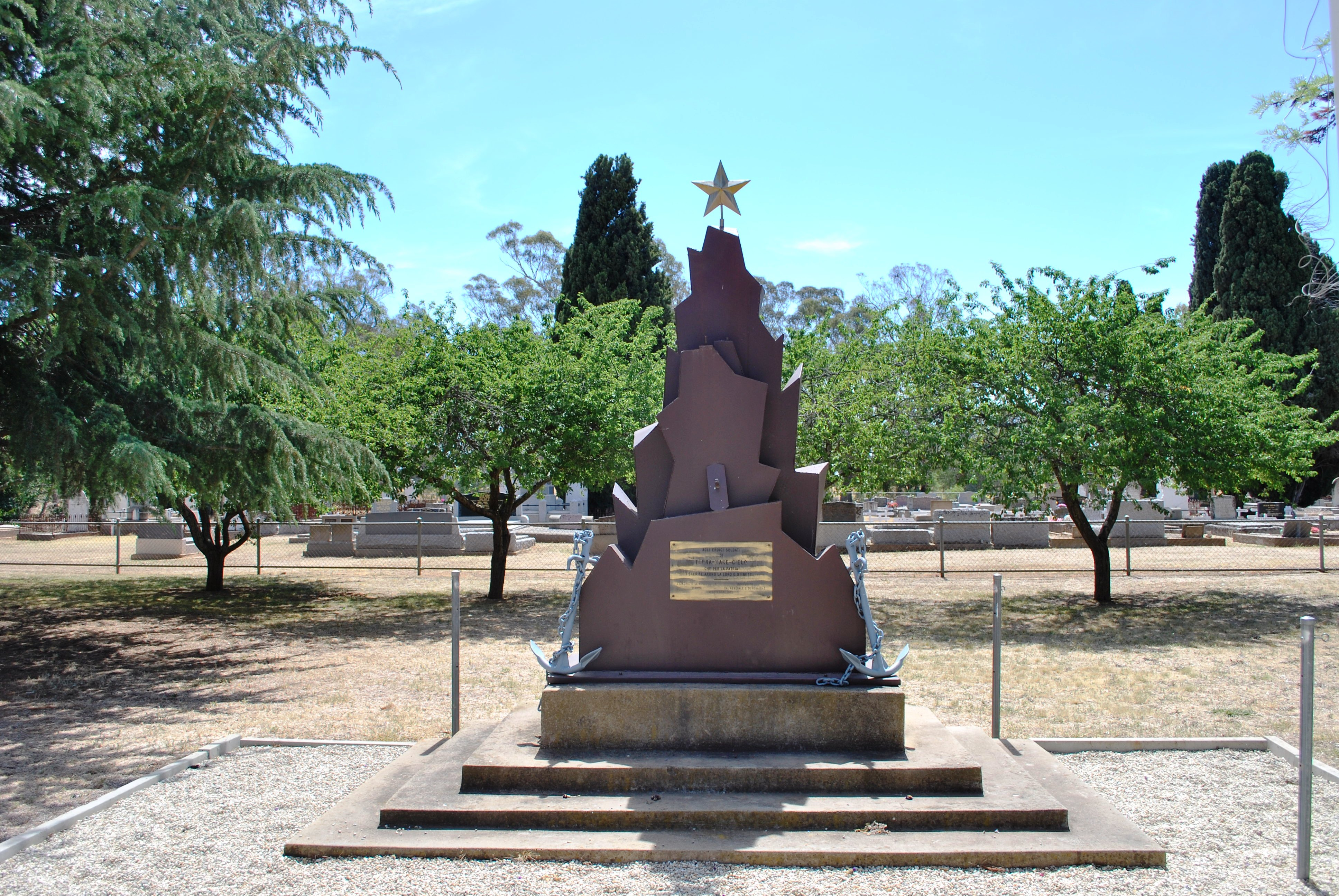
Monumento dedicato ai soldati
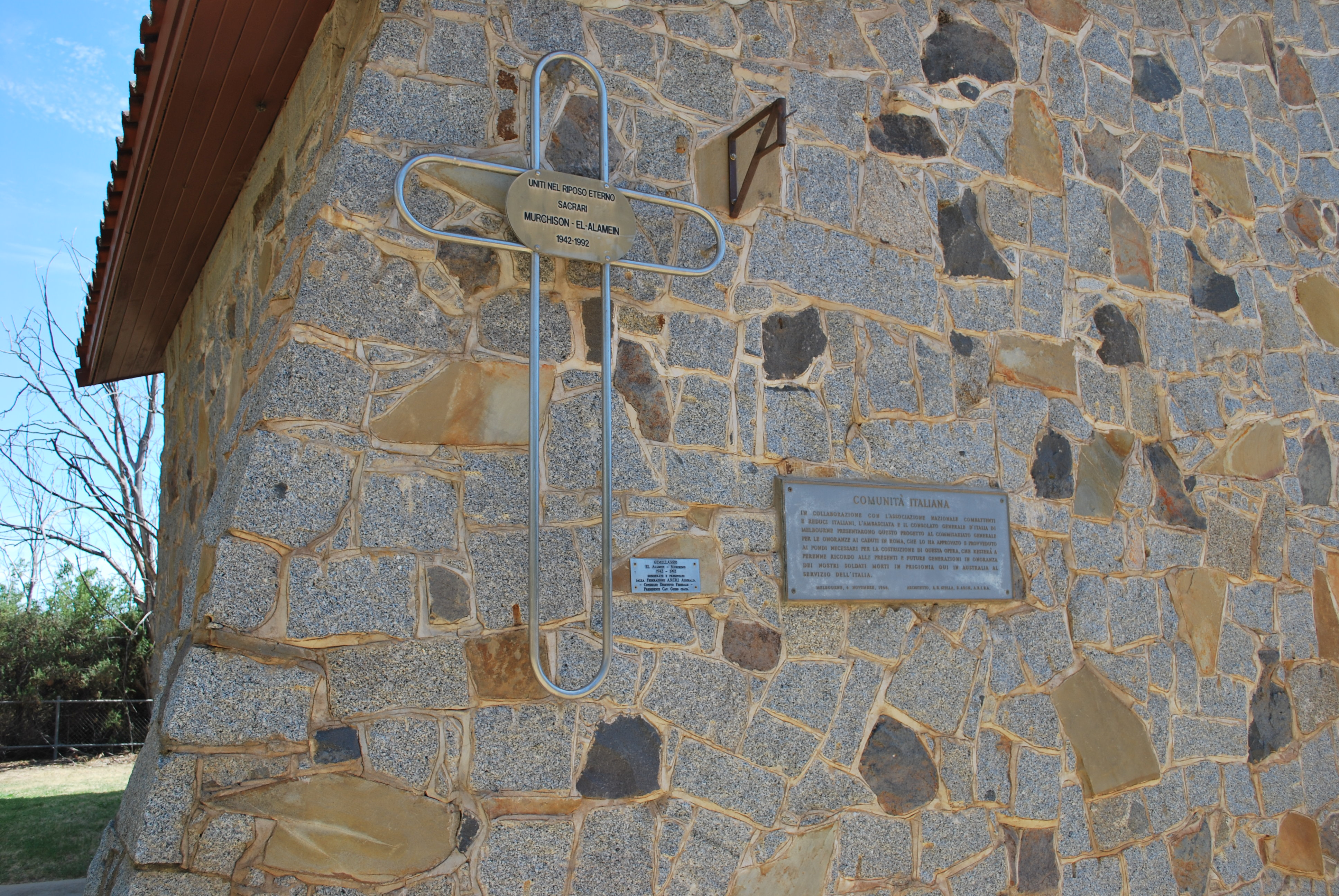
Croce